# Betreuer (Ehrenamt)
Ehrenamtlicher Betreuer ist in Deutschland derjenige, der eine rechtliche Betreuung (§ 1814 ff. BGB) außerhalb einer Berufstätigkeit übernommen hat.
Die Betreuung ist (wie früher die Vormundschaft und Pflegschaft) ein grundsätzlich unentgeltliches Ehrenamt. Daher sollen in erster Linie Einzelpersonen ehrenamtlich die Betreuungen übernehmen. Es handelt sich dabei vielfach um Angehörige, Freunde, Nachbarn oder Berufskollegen von Betroffenen, teilweise aber auch um Menschen, die diesen Dienst für Personen übernehmen, zu denen sie zuvor keine Kontakte hatten. Rund 70 % aller Betreuungen (800.000 Fälle im Jahre 2004) werden ehrenamtlich geführt. Davon wiederum sind ca. 85 % Familienangehörige des Betreuten. Dies ist auch nach § 1897 Abs. 5 BGB vorrangig, nach § 1897 Abs. 6 BGB sind aber auch nicht familienangehörige ehrenamtliche Betreuer vorrangig vor Berufsbetreuern zu bestellen.
Ehrenamtliche Betreuer haben verschiedene Ansprüche, die aus dem Ehrenamt erwachsen, gegenüber der betreuten Person bzw. dem Staat. Da die meisten ehrenamtlichen Betreuer lediglich eine Betreuung führen, kann man davon ausgehen, dass in der Bundesrepublik Deutschland mehr als 750.000 Menschen als ehrenamtliche Betreuer bestellt sind. Ihnen gegenüber stehen rund 17.000 Berufsbetreuer, die selbständig oder als Beschäftigte in Betreuungsvereinen und Betreuungsbehörden tätig sind und die ihrerseits rund 400.000 Betreuungen beruflich führen.

## Ehrenamtlichkeit
Eine festumrissene Begriffsbestimmung für ehrenamtliche Tätigkeiten gibt es nicht. Die Definitionen sind vielfältiger Art: „Ehrenamtliche Mitarbeit ist freiwillige, nicht auf Entgelt ausgerichtete Tätigkeit im sozialen Bereich. Um ehrenamtliche, das heißt unentgeltliche Mitarbeit handelt es sich auch dann, wenn nur Aufwandsentschädigungen oder Auslagenersatz gewährt werden“. Ehrenamtlich Tätige sind – so das Fachlexikon der sozialen Arbeit – Bürger, die sich ohne oder gegen geringfügiges Entgelt sporadisch oder regelmäßig für Aufgaben in der sozialen Arbeit zur Verfügung stellen. Auf die persönliche Motivation stellt eine weitere Begriffsbestimmung ab, wenn sie ehrenamtliche Hilfe beschreibt als solidarische(r) Ausdruck mitbürgerlicher Verantwortung für Hilfsbedürftige, Notleidende und Ratlose, für den Menschen schlechthin, als lebendige Anteilnahme und aktive Mitwirkung an der Lösung sozialer Probleme als demokratische Mobilisierung für soziale Gemeinschaftsaufgaben.
Auch wenn sich eine exakte inhaltliche Eingrenzung offenbar als schwierig erweist, so scheinen demnach die drei Bestimmungskriterien
- Unentgeltlichkeit
- soziale Motivation
- Freiwilligkeit

dem „Ehrenamt“ inhärent zu sein.

## Übernahmepflicht
Jede Person ist verpflichtet, eine Betreuung zu übernehmen, wenn sie zur persönlichen Betreuung der betroffenen Person geeignet ist und die Übernahme zugemutet werden kann (§ 1819 BGB). Hierzu werden sonstige, insbesondere familiäre und gesundheitliche Belastungen berücksichtigt. Zur Betreuerbestellung ist dennoch eine Einverständniserklärung des zu Bestellenden gegenüber dem Betreuungsgericht nötig. Es kann im Rahmen des Betreuungsverfahrens niemand zur Abgabe dieser Einverständniserklärung gezwungen werden.

## Betreuerpflichten
Die Pflichten ehrenamtlicher und beruflicher Betreuer unterscheiden sich grundsätzlich nicht. Auch ehrenamtliche Betreuer sind im Rahmen der vom Betreuungsrichter festgelegten Aufgabenkreise gesetzliche Vertreter des Betreuten (§ 1902 BGB) und haben die Wünsche des Betroffenen im Rahmen des § 1901 BGB zu berücksichtigen. Bei verschiedenen Rechtshandlungen haben sie gerichtliche Genehmigungen einzuholen und sind gegenüber dem Betreuungsgericht rechenschaftspflichtig (§§ 1837 ff. BGB).
Der Ehegatte, Geschwister und Verwandte in gerader Linie (Kinder, Enkel, Eltern, Großeltern) sind als Betreuer von einigen Genehmigungspflichten bei Geldanlagen und der Rechnungslegung befreit (§ 1859 BGB; sogenannte „befreite“ Betreuer). Dies gilt ebenso für Vereinsbetreuer und Behördenbetreuer. Gemäß § 21 Lebenspartnerschaftsgesetz sind eingetragene Lebenspartner Ehegatten gleichgestellt.
Bei Pflichtverletzungen ist eine Haftung auch des ehrenamtlichen Betreuers gegeben. Haftungserleichterungen werden bisweilen rechtlich unerfahrenen ehrenamtlichen Betreuern, etwa im Umgang mit Sozialleistungsträgern eingeräumt (OLG Schleswig, FamRZ 1997, 1427 = NJWE-FER 1997, 105). Siehe auch unten zu Haftpflichtversicherungen.

## Beratung und Unterstützung
In der praktischen Arbeit mit den Betroffenen kommt es vor allem darauf an, möglichst viele geeignete Menschen für die Übernahme einer Betreuung zu gewinnen. Es ist ein wichtiges Ziel des Betreuungsgesetzes, dass die ehrenamtlichen Betreuer bei der Erfüllung ihrer anspruchsvollen Tätigkeit nicht allein gelassen werden, sondern dass für sie ein zuverlässiges System der Begleitung, Beratung und Hilfe vorhanden ist.

### Beratungsanspruch gegenüber dem Betreuungsgericht
Möglichkeiten zur Beratung bestehen sowohl beim Betreuungsgericht als auch bei der zuständigen Betreuungsbehörde. Der Betreuer wird sich mit Fragen aus dem Bereich des Zivilrechts, etwa im Zusammenhang mit Genehmigungsvorbehalten oder mit der jährlichen Rechnungslegung, eher an das Gericht wenden.
Das Betreuungsgericht hat nach § 1837 Abs. 1 BGB (in Verbindung mit § 1908i Abs. 1 BGB) eine Beratungspflicht. Es ist dem Betreuer wie ein fachkundiger Rechtsanwalt zur Seite gestellt, so dass der Betreuer grundsätzlich einem Rechtsrat des Betreuungsgerichtes vertrauen kann. Allerdings ist ein gerichtlicher Rat oder eine betreuungsgerichtliche Genehmigung nicht automatisch mit einer Haftungsbefreiung verbunden. Bei Rechtsunkundigkeit kann ein Betreuer verpflichtet sein, Rechtsberatung in Anspruch zu nehmen.

### Beratung und Unterstützung durch Betreuungsbehörde
Dagegen ist die Betreuungsbehörde, die in der Regel bei der Stadtverwaltung bzw. der Kreisverwaltung (Landratsamt) angesiedelt ist, der Hauptansprechpartner, soweit es um eher praktische Fragen geht. Es besteht ebenfalls eine Beratungsverpflichtung der Behörde (§ 4 Betreuungsbehördengesetz).
Die Behörde wird dabei Hinweise auf mögliche Hilfsangebote (z. B. allgemeiner Sozialdienst, Einsatz von Haushaltshilfen, fahrbarer Mittagstisch, Gemeindeschwestern, Sozialstationen, Vermittlung von Heimplätzen) geben, vielleicht solche Hilfen auch vermitteln können. Auch Hinweise, die das öffentliche Recht betreffen (Sozialrecht, Verwaltungsrecht), werden oft von Betreuungsbehörden gegeben. Die Betreuungsbehörde hat den Betreuer auch bei der Zuführung des Betreuten zu einer freiheitsentziehenden Unterbringung zu unterstützen (§ 70g Abs. 5 FGG).

### Betreuungsvereine
Gerade am Anfang seiner Tätigkeit ist es wichtig, dass der Betreuer in seine Aufgaben eingeführt wird, wobei die Betreuungsbehörde für ein ausreichendes Einführungs- und Fortbildungsangebot zu sorgen hat, das meist von den Betreuungsvereinen durchgeführt wird. Im Rahmen entsprechender Veranstaltungen können nicht nur Rechtsfragen der Betreuung und die verschiedenen Hilfsangebote, sondern auch Regeln für den Umgang mit den Betroffenen besprochen werden.
Eine wichtige Rolle kommt nach dem Betreuungsgesetz den Betreuungsvereinen zu. Hauptamtliche Mitarbeiter der Vereine sollen – in Ergänzung des Angebots von Gerichten und Behörden – die Betreuer beraten und sie bei der Wahrnehmung ihrer Aufgaben unterstützen. Außerdem ist es wünschenswert, dass den Betreuern die Möglichkeit gegeben wird, an einem regelmäßigen Erfahrungsaustausch mit anderen Betreuern teilzunehmen § 1908f BGB.

## Anspruch auf Aufwendungsersatz
Der Betreuer braucht die mit der Betreuung verbundenen notwendigen Auslagen nicht selbst zu finanzieren, vielmehr steht ihm insoweit ein Kostenvorschuss bzw. -ersatz zu. Die Regelung findet sich in § 1835 BGB, der auch für Betreuer gilt.

### Abrechenbare Aufwendungen
Abgerechnet können insbesondere Kosten wie Briefporto, Fotokopierkosten, Telefon- und Telefaxentgelte und Fahrtkosten zum Besuch des Betreuten oder um auf andere Weise seine Angelegenheiten zu regeln.
Wegen der Einzelheiten (z. B. zum Kilometergeld, das in Höhe von 0,30 Euro gezahlt werden kann) sollte sich der Betreuer an den zuständigen Rechtspfleger beim Betreuungsgericht wenden. Auch Betreuungsvereine und Behörden geben dazu Auskunft, stellen oft auch Musterantragsformulare zur Verfügung.
Den entsprechenden Geldbetrag kann der Betreuer unmittelbar dem Vermögen des Betreuten entnehmen, wenn der Betreute nicht mittellos ist und dem Betreuer die Vermögenssorge für den Betreuten übertragen ist. Solche Entnahmen sind in der Rechnungslegung entsprechend kenntlich zu machen.

### Bei Mittellosigkeit Zahlung aus der Staatskasse
Der Gesetzgeber geht davon aus, dass die Aufwandspauschale, genau wie der Aufwendungsersatz nach Einzelabrechnung (§ 1835 BGB) bzw. die Vergütung (§ 1836 BGB) durch die betreute Person zu zahlen ist. Nur in dem Falle, in dem die betreute Person mittellos im Sinne des § 1835 Abs. 4 BGB sein sollte, ist eine Zahlung des Aufwendungsersatzes aus der Staatskasse (also aus dem Justizhaushalt des jeweiligen Bundeslandes) vorgesehen. Die Zahlung erfolgt nur nach Geltendmachung durch den Betreuer, wobei diese an eine bestimmte Form nicht gebunden ist und somit auch mündlich erfolgen kann. Die Pauschale muss jeweils bis zum 31. März des folgenden Kalenderjahrs für das vergangene Jahr beantragt werden, sonst verfällt der Anspruch.
Die Frage der Mittellosigkeit beurteilt sich dabei über § 1836c BGB nach den differenzierenden Bestimmungen des Sozialhilferechtes (SGB-XII). Anrechnungsfrei bleiben beispielsweise kleinere Barbeträge in Höhe von im Regelfall mindestens 2600 Euro. In Einzelfällen können sich die Freibeträge noch erhöhen.
Weitere anrechnungsfreie Vermögenswerte sind u. a. ein selbst genutztes angemessenes Hausgrundstück, Kapital, das zum Erwerb eines Heimplatzes angespart wurde, oder Kapital, dessen Ansammlung zur Altersvorsorge staatlich gefördert wurde. In diesen Fällen richtet sich der Anspruch auf Ersatz von Aufwendungen gegen die Staatskasse.

### Aufwandspauschale
Der ehrenamtliche Betreuer hat beim Aufwendungsersatz die Wahl, ob er jede einzelne Aufwendung abrechnen und entsprechend belegen will oder ob er von der Möglichkeit Gebrauch machen will, zur Abgeltung seines Anspruchs eine Aufwandspauschale von jährlich 399 Euro zu beanspruchen (§ 1835a BGB). Die meisten Betreuer wählen diese vereinfachte Möglichkeit. Bis zu 2400 Euro jährlich sind steuerfrei (§ 3 Nr. 26b EStG).

### Ersatz für berufliche Dienste
Setzt der Betreuer spezielle berufliche Kenntnisse, z. B. als Anwalt oder Steuerberater ein, kann er die üblichen Honorare (z. B. nach RVG) zusätzlich als Aufwendungsersatz für berufliche Dienste (§ 1835 Abs. 3 BGB) geltend machen.

## Vergütung für Zeitaufwand
Einen Anspruch auf Betreuervergütung hat nur derjenige, bei dessen Betreuerbestellung im Beschluss des Vormundschaftsgerichtes die berufliche Betreuungsführung vermerkt ist (§ 1836 Abs. 1 Satz 2 BGB in Verbindung mit dem Vormünder- und Betreuervergütungsgesetz VBVG). Ansonsten ist von einer ehrenamtlichen Betreuung auszugehen. Allerdings kann das Betreuungsgericht auch einem ehrenamtlichen Betreuer im Ausnahmefall eine Vergütung für seinen Zeitaufwand zubilligen (§ 1836 Abs. 2 BGB). Dies ist nur bei vermögenden Betreuten im Sinne der §§ 1836c, 1836d BGB möglich. Dem Ausnahmecharakter des § 1836 Abs. 2 BGB widerspricht es, dem ehrenamtlichen Betreuer eine höhere Vergütung zu bewilligen, als einem berufsmäßigen Betreuer hätte bewilligt werden dürfen.

## Haftpflichtversicherung
Die Haftung für Schäden nach § 1833 BGB kann eine hohe finanzielle Belastung darstellen. Nach § 1837 Abs. 2 BGB kann das Betreuungsgericht den Betreuer verpflichten, eine Haftpflichtversicherung abzuschließen. Für ehrenamtliche Betreuer haben allerdings alle Bundesländer eine Sammelhaftpflichtversicherung abgeschlossen, in denen alle Betreuer, die nicht beruflich tätig sind, versichert sind. Hier sind Personen- und Sachschäden bis zu 1 Mio. Euro versichert. Bei Vermögensschäden liegt der Versicherungsschutz jedoch deutlich niedriger. Je nach Bundesland liegt der Versicherungsschutz für Vermögensschäden zwischen 50- und 100.000 Euro.
Betreuer können sich ergänzend versichern, insbesondere für Vermögensschäden. Diese Versicherungsbeiträge können ehrenamtliche Betreuer sich als Aufwendungsersatz erstatten lassen (§ 1835 Abs. 2 BGB). Wählen diese Betreuer allerdings die Aufwandspauschale von 399,00 Euro (§ 1835a BGB), wird der Versicherungsbeitrag nicht separat erstattet. Ergänzend oder anstelle des Sammelversicherungsschutzes bieten viele Betreuungsvereine ehrenamtlichen Betreuern eine günstige Möglichkeit zur Haftpflichtversicherung an.

## Unfallversicherungsschutz
Sofern der Betreuer im Rahmen seiner Tätigkeit selbst einen Schaden erleidet, ist für die Behandlung im Krankheitsfall eine Eigenunfallversicherung des öffentlichen Dienstes zuständig. Unfälle im Rahmen der (auch ehrenamtlichen) Betreuertätigkeit gelten als Arbeits- bzw. Wegeunfall im Sinne der gesetzlichen Unfallversicherung (§ 2 Abs. 1 Nr. 10 Siebtes Buch Sozialgesetzbuch). Ehrenamtliche Betreuer sind beitragsfrei über die Eigenunfallversicherung des jeweiligen Bundeslandes versichert. Meldeformulare bei Unfällen gibt es beim Amtsgericht.